# Hockey Club Coire
 (septembre 2012).
Si vous disposez d'ouvrages ou d'articles de référence ou si vous connaissez des sites web de qualité traitant du thème abordé ici, merci de compléter l'article en donnant les références utiles à sa vérifiabilité et en les liant à la section « Notes et références ».
Le HC Coire est un club de hockey sur glace de la ville de Coire dans le canton des Grisons en Suisse. Il évolue en Swiss League.

## Histoire du club
Le HC Coire est créé en 1933.
L'équipe est baptisée les Capricornes  et se détache en 2000 et prend en charge l'équipe première qui évolue dans le championnat de Suisse de hockey sur glace ainsi que l'équipe junior. Après deux ans en Ligue nationale A, l'équipe descend en Ligue nationale B. Au printemps 2002, elle refuse la licence professionnelle en raison de problèmes financiers et va en 1re Ligue, le troisième échelon. Après une seule saison, elle remonte en Ligue nationale B avec le titre de champion amateur. Mais lors de ce retour, le club connaît de nouvelles difficultés financières et sportives qu'il résout en 2006 par le soutien des supporters qui le reprennent et le redressent. Mais en 2008, cela n'est pas suffisant : retour à un niveau amateur et déclaration de faillite. Depuis, l'association HC Coire est responsable de toutes les équipes et du mode de jeu.
Après une saison en 1re ligue, l'équipe revient en LNB puis redescend. Durant deux saisons, le HC Coire doit jouer en 2e ligue et en plein air. Elle revient en 1re ligue au bout de deux ans le 22 mars 2011. En 2017, lors de la création de la MySports League, nouveau plus haut niveau amateur, le club se porte candidat et remplit les conditions sportives et financières pour y évoluer dès la saison 2017-2018.
Le club grison remporte le championnat de MHL en 2024 et obtient la promotion en Swiss League.

## Palmarès
- Champion de LNB
  - 1984, 1986, 1989, 1991, 1999 et 2000
- Champion de MHL
  - 2024

## Effectif actuel
| No    | Nom                   | Nat. | Position  | Arrivée                                |
| ----- | --------------------- | ---- | --------- | -------------------------------------- |
| +030, | Jan Rutz              |      | Gardien   | 2022 - EHC Winterthur                  |
| +001, | Adrian Düggelin       |      | Gardien   | 2023 (prêt) - EHC Chur U20             |
| +001, | Felix Beuchert Olesen |      | Gardien   | 2023 (prêt) - EHC Chur U20             |
| +030, | Tizian Kalbermatter   |      | Gardien   | 2023 (prêt) - EHC Chur U20             |
| +001, | Niels Riesen          |      | Gardien   | 2023 (prêt) - EHC Kloten               |
| +097, | Ron Fischer           |      | Défenseur | 2017 - HC Fribourg-Gottéron            |
| +077, | Lars Kieni            |      | Défenseur | 2022 - EVZ Academy                     |
| +008, | Simon Lüthi           |      | Défenseur | 2022 - EHC Olten                       |
| +065, | Samuele Pozzorini     |      | Défenseur | 2023 - HC Bâle                         |
| +094, | Denys Rubanik         |      | Défenseur | 2023 - White Hawks de Frederikshavn IK |
| +010, | Lukas Rubin           |      | Défenseur | 2023 - EHC Winterthur                  |
| +073, | Koren Winter          |      | Défenseur | 2021 - HC Davos U20                    |
| +055, | Anton Haberbeck       |      | Défenseur | 2023 (prêt) - SCRJ Lakers U20          |
| +088, | Fabian Berri          |      | Attaquant | 2023 - HC Thurgovie                    |
| +007, | Mischa Bleiker        |      | Attaquant | 2021 - EHC Winterthur                  |
| +023, | Mika Burkhalter       |      | Attaquant | 2022 - EHC Winterthur                  |
| +053, | Daniel Carbis         |      | Attaquant | 2023 - HC La Chaux-de-Fonds            |
| +071, | Timo Demuth           |      | Attaquant | 2021 - EHC Lustenau                    |
| +015, | Ronny Dähler          |      | Attaquant | 2023 - SC Bern U20                     |
| +012, | Mauro Frehner         |      | Attaquant | 2019 - Formé au club                   |
| +027, | Tom Frehner           |      | Attaquant | 2023 - HC Davos U20                    |
| +022, | Lars Frei             |      | Attaquant | 2022 - HC Ajoie                        |
| +017, | Greg Halberstadt      |      | Attaquant | 2022 - EVZ Academy                     |
| +042, | Robin Ramsauer        |      | Attaquant | 2023 - SCRJ Lakers U20                 |
| +066, | Robin Schwab          |      | Attaquant | 2023 - HC Bâle                         |
| +028, | Maurin Tosio          |      | Attaquant | 2021 - EHC Arosa                       |
| +011, | Luca Wyss             |      | Attaquant | 2023 - SC Langenthal                   |